# Rivellia discalis
Rivellia discalis är en tvåvingeart som beskrevs av Friedrich Georg Hendel 1914. Rivellia discalis ingår i släktet Rivellia och familjen bredmunsflugor.
Artens utbredningsområde är Madagaskar. Inga underarter finns listade i Catalogue of Life.